# Patto Molotov-Ribbentrop
Il trattato di non aggressione fra la Germania e l'Unione delle Repubbliche Socialiste Sovietiche, comunemente chiamato patto Molotov-Ribbentrop o patto Hitler-Stalin, fu un patto di non aggressione di durata decennale stipulato a Mosca il 23 agosto 1939 fra la Germania nazista e l'Unione Sovietica e firmato rispettivamente dal ministro degli Esteri sovietico Vjačeslav Molotov e dal ministro degli Esteri tedesco Joachim von Ribbentrop.
I contraenti s'impegnavano a non aggredirsi reciprocamente, a non appoggiare potenze terze in azioni offensive e a non entrare in coalizioni rivolte contro uno di essi.
L'accordo inoltre definiva in base a un «Protocollo segreto» anche le rispettive acquisizioni territoriali corrispondenti ai loro obiettivi di espansione: in questo modo l'URSS si assicurò l'annessione della Polonia orientale, i Paesi baltici e la Bessarabia per ristabilire i vecchi confini dell'Impero zarista, mentre la Germania si vide riconosciute le pretese sulla parte occidentale della Polonia.
Quattro giorni prima, Germania nazista e URSS avevano anche firmato un primo accordo commerciale, a quale ne sarebbero seguiti altri due, nel 1940 e nel 1941.

## Quadro generale

### L'Unione Sovietica dopo la prima guerra mondiale

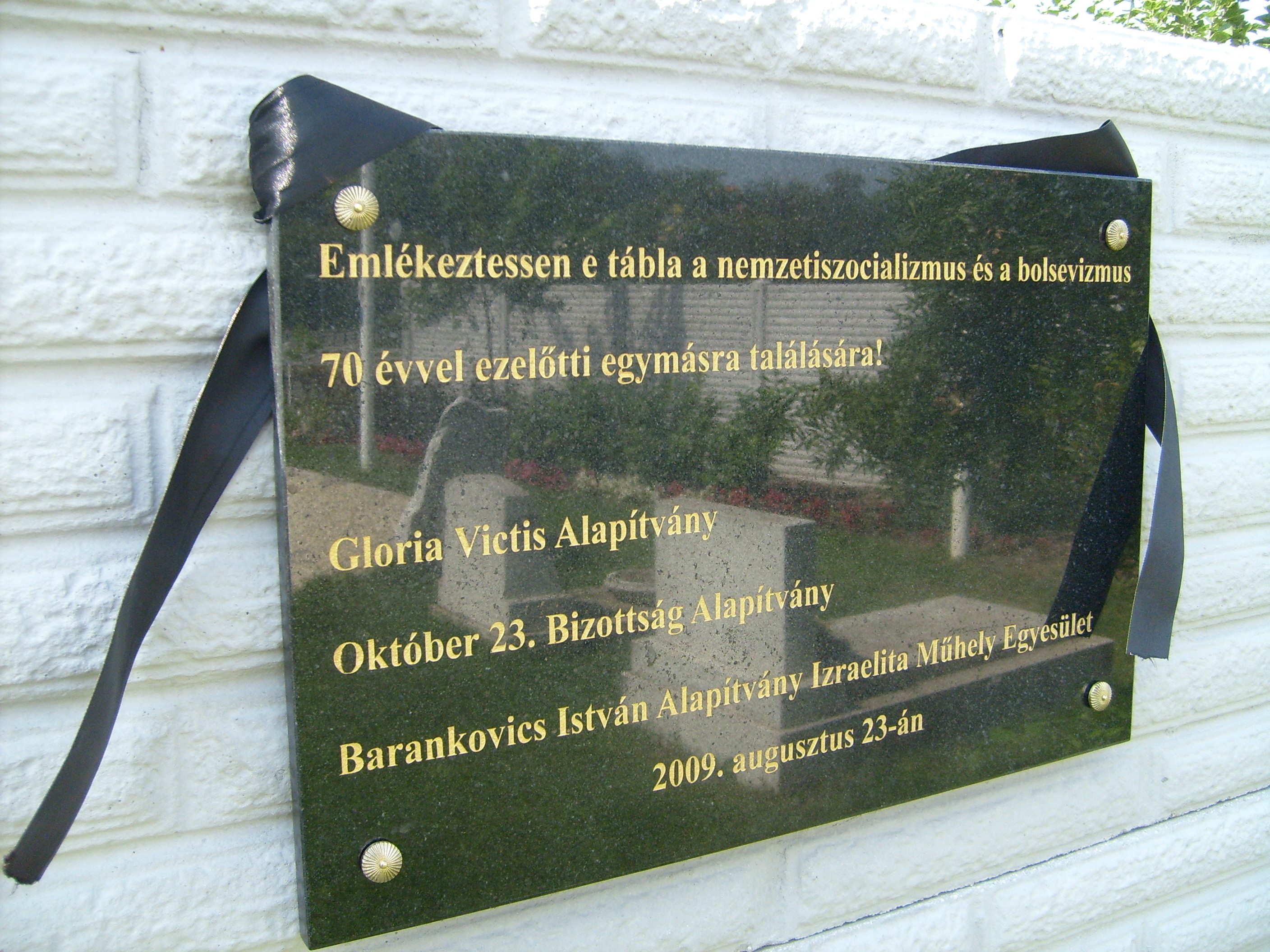
Lapide commemorativa del patto tra la Germania nazista di Hitler e l'Unione Sovietica di Stalin, al Memoriale Gloria Victis in Ungheria

L'equilibrio di potere in Europa, durante il periodo successivo alla prima guerra mondiale, veniva eroso un poco alla volta. Basti pensare alla crisi causata dalla guerra d'Etiopia (1935-1936), che preludeva alla crisi dell'unico organismo di pace internazionale, la Società delle Nazioni; oppure all'accordo di Monaco (1938) che consentiva a Hitler di annettere i Sudeti, territori a maggioranza tedesca in Cecoslovacchia. Le potenze occidentali, perseguendo la politica chiamata dell'Appeasement, per timore di scatenare un nuovo conflitto mondiale, decisero di cedere alle continue pretese territoriali del Terzo Reich.
Visto dalla prospettiva sovietica, un patto con la Germania poteva essere una risposta necessaria al deterioramento della situazione in Europa, a partire dalla seconda metà degli anni trenta, quando la Germania nazista si allineò con l'Italia fascista per formare il gruppo delle Potenze dell'Asse. Da una parte, un patto avrebbe garantito una certa sicurezza all'URSS; dall'altra questa mirava, come la Germania, a rovesciare l'ordine stabilito nel trattato di Versailles, stipulato dopo la prima guerra mondiale dagli Alleati occidentali senza il concorso dei diplomatici sovietici, considerati rappresentanti di un'entità politica non riconosciuta internazionalmente (la Russia bolscevica) e minacciosa per l'ordine politico-sociale.
Infatti la grande guerra era finita in maniera svantaggiosa anche per i sovietici: la Russia con il trattato di Brest-Litovsk era uscita perdente dal conflitto, con cessioni territoriali rispetto al territorio dell'impero zarista. Conseguentemente le nazioni di quei territori, uscite dalla secolare dominazione zarista, si erano organizzate in nuovi stati: Finlandia, Estonia, Lettonia, Lituania; un simile discorso valeva per i territori occupati dai polacchi nel 1920, a est della linea Curzon; inoltre, l'Unione sovietica era interessata a riprendere il controllo sulla Bessarabia, abitata in larga maggioranza da moldavi.

### Gli equilibri dopo la conferenza di Monaco
Tanto la Germania quanto l'Unione Sovietica erano dunque interessate a sovvertire un ordine stabilito senza che né l'una né l'altra potessero avere voce in capitolo. Il Regno Unito e la Francia erano invece notori garanti dello status quo territoriale, e rimasero in attesa fino all'occupazione della Cecoslovacchia da parte della Germania, resa possibile anche dalla conferenza di Monaco, in seguito alla quale il territorio cecoslovacco a maggioranza tedesca (Sudeti) andava a finire sotto il controllo di Hitler, che nella primavera del 1939 occupò però anche i territori di lingua ceca, che divennero il "protettorato di Boemia e Moravia". Da parte della Francia e del Regno Unito, era stata decisiva la tendenza a cercare compromessi con la Germania allo scopo di evitare un confronto militare: si trattava di quella che veniva chiamata politica dell'Appeasement: infatti, la decisione di cedere alle richieste territoriali dei tedeschi era in contraddizione con l'alleanza franco-cecoslovacca del 1924.
Le decisioni prese erano comunque a favore della politica hitleriana di quegli anni, atta a procurare al popolo tedesco il cosiddetto "spazio vitale" in Europa dell'est (Lebensraum im Osten). Nel frattempo, comunque, le due potenze occidentali si erano arrese all'evidenza dei fatti, dato che le loro concessioni non avevano placato, ma anzi stimolato le velleità di Hitler. La politica dell'Appeasement non poteva assolutamente più essere perseguita, dunque l'espansione tedesca doveva assolutamente essere fronteggiata. Così, inglesi e francesi si dichiararono disposti a garantire l'integrità della Polonia già nel marzo del 1939, il che fornì alla Germania un pretesto per disdire un patto di non aggressione stipulato con la Polonia sei anni prima. Per gestire la situazione, i francesi e gli inglesi si sforzarono di trovare un accordo con i sovietici, i quali tuttavia, nella primavera del 1939, stavano negoziando anche con i nazisti e quindi contemporaneamente trattavano su due tavoli opposti.

### Negoziazioni franco-britanniche con l'Unione Sovietica
La politica franco-inglese era mal vista dai sovietici per diverse ragioni: durante il 1938 il governo sovietico si era invano offerto di difendere la Cecoslovacchia in caso di invasione tedesca, ma quest'ultima, così come altri paesi dell'area, nutriva dubbi sulle reali intenzioni di Mosca ed aveva preferito appoggiarsi alle potenze occidentali. Il primo Segretario sovietico Stalin, che non era stato invitato alla conferenza di Monaco, cominciò a credere che Francia e Gran Bretagna agissero in accordo con Hitler nell'interesse di porre un freno al comunismo, o che addirittura volessero aizzargli contro una Germania sempre più potente. Del resto, non si trattava di un'impressione del tutto nuova: Stalin aveva già sospettato un certo disinteresse da parte dell'occidente nei confronti di un fascismo in continua avanzata, esemplificato dagli eventi della guerra civile spagnola.
Le negoziazioni della primavera del 1939 intraprese dall'Unione Sovietica e dal binomio Francia-Regno Unito per fronteggiare il pericolo tedesco si bloccarono: la causa principale di questo fallimento furono i reciproci sospetti. L'Unione Sovietica cercava garanzie contro l'aggressione tedesca e il riconoscimento del diritto di interferire contro "un cambio di politica favorevole a un'aggressione" nelle nazioni lungo il confine occidentale dell'URSS: anche se nessuna delle nazioni coinvolte aveva formalmente richiesto la protezione dell'Unione Sovietica (alcune nazioni come la Finlandia, la Romania, le repubbliche baltiche e la Turchia consideravano l'Unione Sovietica più pericolosa della stessa Germania), i sovietici annunciarono "garanzie per l'indipendenza di Finlandia, Estonia, Lettonia, Lituania, Romania, Turchia e Grecia".
Gran Bretagna e Francia temevano che ciò avrebbe consentito l'intervento sovietico negli affari interni delle nazioni confinanti, anche in assenza di una immediata minaccia tedesca. Con la Germania che chiedeva concessioni territoriali alla Polonia, e di fronte all'opposizione polacca, la minaccia di una guerra era crescente. Ma anche se ci fu uno scambio di telegrammi tra sovietici e occidentali (non più tardi dell'inizio di aprile) una missione militare inviata via nave dalle potenze occidentali non arrivò a Mosca prima dell'11 agosto. Un punto spinoso era senz'altro l'atteggiamento della Polonia, stato che aveva ripreso a esistere solo dopo la prima guerra mondiale e che ora si trovava a metà strada tra Germania e Unione Sovietica: il governo polacco temeva che Mosca cercasse l'annessione di regioni della Polonia orientale rivendicate dall'Unione Sovietica.
Si trattava dei territori a est della linea Curzon, incorporati nella Polonia nel 1920.
Il 15 agosto del 1939 l'Unione Sovietica, nel tentativo di attirare Gran Bretagna e Francia in un'alleanza antinazista, durante un incontro con diversi ufficiali britannici e francesi propose di inviare 120 divisioni di fanteria da circa 19 000 truppe l'una, 16 divisioni di cavalleria, 5 000 pezzi di artiglieria pesante, 9 500 carri armati e circa 5 500 aerei da combattimento e bombardieri ai confini della Germania nel caso i nazisti avessero attaccato a ovest. All'incontro presenziarono, per la parte sovietica il maresciallo Kliment Vorošilov e il capo di stato maggiore dell'Armata Rossa Boris Šapošnikov, mentre per la parte britannica l'ammiraglio Sir Reginald Drax. I rappresentanti britannici e francesi non risposero all'offerta sovietica.
La Polonia si rifiutava di permettere all'esercito sovietico un intervento militare sul suo territorio in caso di aggressione tedesca, sentendosi abbastanza forte grazie alle garanzie di protezione date da inglesi e francesi; così, nella terza settimana di agosto i negoziati si fermarono: ormai i sovietici sospettavano che sarebbero entrati in un conflitto limitato a loro e ai tedeschi.

## Il patto

### Negoziazioni tedesco-sovietiche

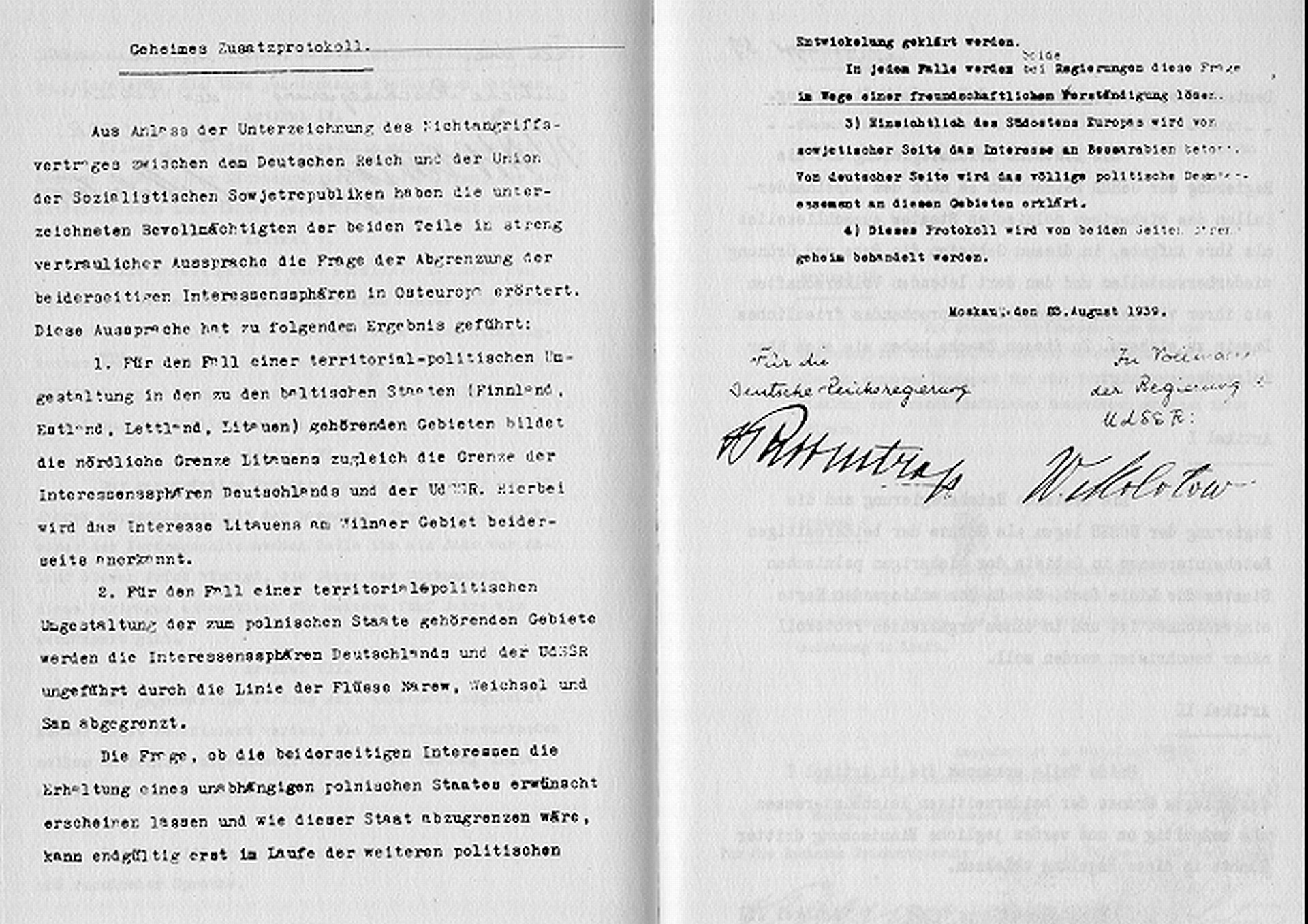
Il "Protocollo" del 24 agosto 1939 firmato dai Ministri degli esteri Molotov e Ribbentrop

Anche su questo fronte si svilupparono febbrili reazioni, parallelamente a quanto facevano i sovietici con francesi e britannici. Il Primo Segretario sovietico Stalin aveva aperto, già nel mese di maggio, dei negoziati per un miglioramento delle relazioni con la Germania sostituendo il Ministro degli Esteri Maksim Litvinov con Molotov. L'ebraico e pro-occidentale Litvinov non si addiceva a guidare l'Unione Sovietica verso un accordo con la Germania nazista, visto che era largamente percepito come un sostenitore dell'alleanza con le potenze occidentali contro i poteri fascisti. La sua sostituzione non era altro che la conferma dell'irrimediabile scetticismo sviluppato da Stalin nei confronti di Francia e Regno Unito. Per il momento, Stalin aveva invece approvato il programma di Molotov di provocare una guerra tra la Germania e le nazioni occidentali.
Infatti, un avvicinamento ai nazisti avrebbe concesso all'Armata Rossa il tempo di cui aveva bisogno per prepararsi a una guerra contro la Germania. L'esigenza di rimandare il più possibile il confronto derivava da almeno due considerazioni. In primo luogo, gli apparati governativi e l'Armata Rossa erano stati indeboliti dai quattro processi indetti da Stalin negli ultimi tre anni per eliminare le vecchie prominenze del comunismo sovietico (Grandi purghe). In secondo luogo, gran parte delle risorse militari sovietiche in quel momento erano concentrate sul confine della Manciuria, occupata dai giapponesi i quali erano in procinto di invadere la Mongolia. Per quanto riguarda Hitler, questi era convinto che questo accordo avrebbe costretto francesi e britannici a desistere dall'intento di difendere la Polonia. Il fin troppo facile successo diplomatico raggiunto alla conferenza di Monaco gli aveva dato la falsa sicurezza che i suoi avversari fossero deboli.

Spartizione territoriale tra Germania e Unione Sovietica che vede a sinistra la suddivisione come sarebbe dovuta avvenire in base agli accordi, a destra la spartizione effettivamente avvenuta; in blu il Reich tedesco; in celeste gli obiettivi tedeschi, in arancione gli obiettivi sovietici; in rosso l'Unione Sovietica: in realtà gli scopi militari di Hitler andavano ben oltre quelli indicati dalle cartine, tanto che nel 1941 la Germania avrebbe aggredito l'Unione Sovietica

### Contenuto del patto
Le negoziazioni riuscirono: concludendo un accordo strategico tedesco-sovietico, Molotov, il 19 agosto propose anche un protocollo aggiuntivo "che coprisse i punti sui quali i Partiti Contraenti erano interessati, nel campo della politica estera". Il trattato veniva reso noto all'opinione pubblica come un patto di non aggressione articolato in sette articoli e della durata di dieci anni. Tuttavia, buona parte dell'Europa orientale veniva segretamente divisa in due sfere d'influenza, una tedesca ed una sovietica, come era previsto in un protocollo supplementare diviso in quattro articoli:
- Secondo il primo articolo il confine tra le due sfere doveva coincidere con la frontiera settentrionale della Lituania, che cadeva così nella zona di interesse tedesca. Questo significava che Finlandia, Estonia e Lettonia, espressamente indicate nell'accordo, cadevano nell'area sovietica.
- Secondo il secondo articolo la Germania e l'Unione Sovietica stabilivano le rispettive zone di interesse sul territorio della Polonia nell'eventualità di un suo "riarrangiamento politico": le aree a est dei fiumi Narew, Vistola e San rientravano nell'area di interesse sovietica, mentre a quella tedesca spettava la parte ovest. Questa linea di confine si trovava poco più ad ovest della linea Curzon. La questione se la sopravvivenza di uno Stato polacco fosse "desiderata" o meno veniva in teoria lasciata in sospeso: secondo il testo, dovevano essere attesi gli sviluppi politici successivi.
- Secondo il terzo articolo la Germania dichiarava il suo disinteresse nei confronti della Bessarabia.
- Secondo il quarto articolo le due potenze promettevano la segretezza di questo documento aggiuntivo.

Dati gli enormi conflitti di potere tra sovietici e tedeschi, era chiaro ad entrambe le parti che l'accordo stipulato non sarebbe stato rispettato troppo a lungo. Basti pensare ai piani hitleriani di espansione in Europa orientale, la sua teoria di un Lebensraum (ossia la ricerca di uno spazio vitale per il popolo che secondo Hitler era giudicato il più forte). Già il 22 agosto, prima della conclusione del patto, Hitler aveva dichiarato:
(Adolf Hitler)
Il controllo dell'Ucraina avrebbe assicurato le risorse economiche nel confronto con qualsiasi avversario. Mussolini, non ancora preparato al conflitto, tentò all'ultimo momento di evitare un confronto immediato proponendo per la seconda volta una conferenza a livello europeo, simile a quella di Monaco. Stavolta, però, francesi ed inglesi non reagirono concretamente all'iniziativa. Il Duce dichiarò a Hitler che l'Italia sarebbe entrata in guerra soltanto in seguito; nonostante una certa perplessità, Hitler era deciso a procedere anche senza l'apporto italiano per concludere le operazioni prima dei rigori invernali.

### Testo del patto
Testo del trattato di non aggressione tedesco-sovietico (Deutsch-sowjetischer Nichtangriffsvertrag):
Art. I
Entrambe le parti contraenti si impegnano ad astenersi da ogni atto violento, da ogni azione aggressiva e da ogni attacco l'una nei confronti dell'altra, sia individualmente sia in concorso con altre potenze.
Art. II
Se una delle parti contraenti dovesse diventare oggetto di azioni militari da parte di una terza potenza, l'altra parte contraente non darà in alcuna forma il proprio sostegno a questa terza potenza.
Art. III
I governi delle due parti contraenti rimarranno in futuro costantemente in contatto a scopo di consultazione, per informarsi reciprocamente su questioni di comune interesse.
Art. IV
Nessuna delle due parti contraenti aderirà a qualunque schieramento di potenze rivolto direttamente o indirettamente contro l'altra parte.
Art. V
In caso di controversie o conflitti fra le parti contraenti su questioni di qualunque natura, entrambe le parti risolveranno tali controversie o conflitti ricorrendo esclusivamente a un amichevole scambio di opinioni o, se necessario, istituendo commissioni di conciliazione.
Art. VI
Il presente trattato si intende concluso per una durata di dieci anni con la condizione che, se una delle parti contraenti non lo disdice un anno prima di tale scadenza, il periodo di validità di questo trattato è da considerarsi automaticamente prolungato di ulteriori cinque anni.
Art. VII
Il presente trattato deve essere ratificato nel più breve tempo possibile. I documenti relativi alla ratifica devono essere scambiati a Berlino. Il trattato entra in vigore all'atto della firma.
Redatto in duplice esemplare, in lingua tedesca e russa.
Mosca, 23 agosto 1939
Per il governo del Reich:

J. Ribbentrop

A nome del governo dell'URSS:

V. Molotov»
In occasione della firma del «Trattato di non aggressione» fra il Reich e l'Unione delle Repubbliche Socialiste Sovietiche, i sottoscritti plenipotenziari delle due parti hanno discusso in forma strettamente riservata il problema della delimitazione delle rispettive sfere di influenza nell'Europa orientale. Il dibattito ha portato al seguente risultato:
- Nel caso di una riorganizzazione politico-territoriale nei territori appartenenti agli Stati baltici (Finlandia, Estonia, Lettonia, Lituania), la frontiera settentrionale della Lituania costituirà anche il confine fra le sfere di interesse della Germania e dell'URSS. Qui l'interesse della Lituania alla regione di Vilna viene riconosciuto da entrambe le parti;
- Nel caso di una riorganizzazione politico-territoriale dei territori che appartengono allo Stato polacco, le sfere di interesse della Germania e dell'URSS saranno approssimativamente delimitate dal corso dei fiumi Narew, Vistola e San. Se risponda agli interessi delle due parti conservare uno stato polacco indipendente e quali debbano essere i confini di tale stato è questione che può essere chiarita definitivamente solo alla luce di ulteriori sviluppi politici. In ogni caso i due governi risolveranno tale questione mediante un'intesa amichevole;
- Per quanto concerne l'Europa sud-orientale, la parte sovietica sottolinea il proprio interesse per la Bessarabia. Da parte tedesca viene dichiarato il completo disinteresse politico per questi territori.

Questo Protocollo verrà trattato da entrambe le parti come strettamente confidenziale.
Mosca, 23 agosto 1939
Per il governo del Reich:

J. Ribbentrop

A nome del governo dell'URSS:

V. Molotov»

### Manovre militari e primi effetti del patto
Il mondo dei paesi democratici reagì con sorpresa e disappunto alla notizia del patto giacché, nonostante la segretezza dell'appendice, la pubblicazione del patto di non aggressione fu interpretata con pessimismo: si prospettava un ridimensionamento o una spartizione della Polonia, eventi che con tutta probabilità avrebbero provocato una guerra. Il 1º settembre, solo una settimana dopo che il patto era stato firmato, la divisione ebbe inizio con l'invasione tedesca, giustificata da un pretesto (il cosiddetto incidente di Gleiwitz: una messa in scena posta in essere da soldati tedeschi camuffati con un'uniforme polacca che attaccarono una stazione radio in territorio tedesco). A sua volta, l'Unione Sovietica attaccò da est il 17 settembre, senza prendere in considerazione il Patto di non aggressione sovietico-polacco concluso sette anni prima, poiché il governo polacco era da poco fuggito in Romania.

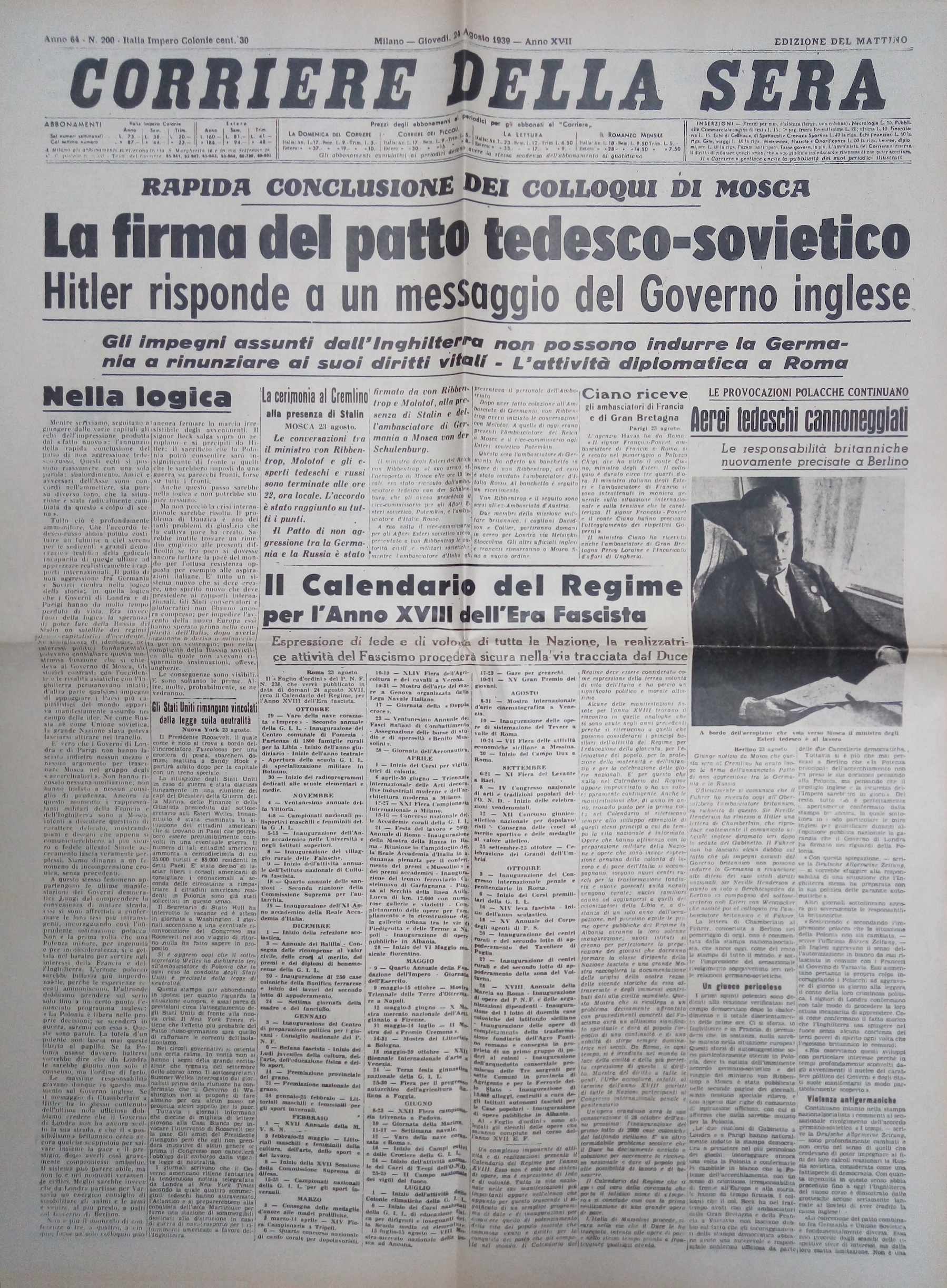
Il «Corriere della Sera» annuncia la firma del patto (24 agosto 1939)

Dopo l'inizio delle operazioni militari contro la Polonia, la costernazione non accennava a diminuire, sia tra i governi che più di tutti avevano temuto un simile risultato, sia tra i tanti sostenitori del comunismo, molti dei quali trovavano incomprensibile che i sovietici fossero scesi a patti con il nemico ideologico nazista. Una famosa vignetta di David Low apparsa sul London Evening Standard del 20 settembre 1939 mostrava Hitler e Stalin scambiarsi un inchino sopra il cadavere della Polonia, con Hitler che diceva: "La feccia della Terra, suppongo?" mentre Stalin replicava "Il sanguinario assassino dei lavoratori, presumo?". La stampa italiana, controllata dal regime, reagiva invece in maniera positiva: il Corriere della Sera del 24 agosto parlava di uno "splendido successo" delle potenze dell'Asse, non mancando di attaccare la politica di Regno Unito e Francia.
Il 28 settembre 1939 i tre deboli Paesi baltici non ebbero altra scelta che firmare un cosiddetto patto di assistenza e mutua difesa, che permetteva all'Unione Sovietica di far stazionare delle truppe in Estonia, Lettonia e Lituania; lo stesso giorno un protocollo supplementare tedesco-sovietico trasferiva gran parte della Lituania dalla prevista sfera d'influenza tedesca a quella sovietica. La Finlandia resistette a simili pretese (non volle accettare nemmeno uno scambio di territori con l'URSS a lei favorevole in termini di estensione) e venne per questo attaccata dall'URSS il 30 novembre. Comunque, le truppe finlandesi, pur enormemente inferiori sul piano numerico, erano molto motivate e perfettamente attrezzate per un confronto militare durante la stagione invernale.
Dopo più di tre mesi di aspri combattimenti e pesanti perdite da parte sovietica nella successiva guerra d'inverno, l'Unione Sovietica desistette dal suo intento di occupare ed annettersi l'intera Finlandia, in cambio di circa il 10% del territorio finlandese (la Carelia), gran parte del quale era ancora nelle mani dell'esercito finnico (questa cessione sarebbe rimasta definitiva). Nel giugno 1940 i tre Paesi baltici subirono l'occupazione e la successiva annessione da parte dell'Unione Sovietica. Il 26 giugno 1940 i sovietici posero un ultimatum alla Romania per la cessione della Bessarabia e della parte settentrionale della Bucovina: la richiesta sovietica della Bucovina Settentrionale, un territorio mai appartenuto alla Russia e che non era stato preso in considerazione nei protocolli del patto di non aggressione, fu una sorpresa non solo per la Romania, ma anche per il Terzo Reich.
Senza l'appoggio dei suoi tradizionali alleati, Regno Unito e Francia, Bucarest cedette i territori richiesti, ma da parte sovietica vi fu il mancato rispetto dei patti: i militari rumeni in ripiegamento verso il nuovo confine nei tempi e nei modi concordati furono attaccati proditoriamente, anche con lancio di paracadutisti, dall'Armata Rossa. I soldati sovietici aprirono il fuoco non solo contro i militari rumeni, ma anche contro masse di civili in fuga verso la Romania (si ricordi in merito il massacro di Fântâna Albă).
Per ritornare alla Polonia, lo stato in fondo maggiormente citato negli accordi segreti, la politica di occupazione tedesca era sin dall'inizio orientata verso la creazione di uno spazio vitale, Lebensraum per i tedeschi, e lo sterminio degli ebrei. Dato che la teoria nazista delle razze era difficile da estendere ai popoli slavi, era intenzione di Hitler quella di mostrare la differenza tra tedeschi e polacchi con particolare chiarezza, adottando speciali misure. Ad esempio, una parte dei bambini polacchi era destinata alla deportazione nella parte originaria dell'Impero tedesco per svolgere le mansioni più umili. La Polonia doveva invece essere germanizzata grazie a due provvedimenti: da una parte era previsto l'insediamento di tedeschi fino ad allora residenti nei territori balcanici occupati dai russi e nei Paesi baltici; dall'altra, la cultura polacca doveva essere sostituita da quella germanica. Infatti, l'accordo prevedeva anche uno scambio di popolazioni tra russi e tedeschi nell'arco di due mesi e mezzo: come contropartita all'espulsione dai territori sovietici di ex cittadini tedeschi - in buona parte comunisti esiliati dopo l'avvento di Hitler al potere - vennero rimpatriati dal Reich i russi bianchi e altri anticomunisti di etnia russa.
Non diversamente i sovietici miravano a cancellare il "mito" della nazione polacca e decidevano lo sterminio degli ufficiali polacchi (vedi anche massacro di Katyn') che si erano loro consegnati per sfuggire alla cattura da parte dei nazisti: questa decisione era maturata nella consapevolezza che i laureati polacchi al momento dell'arruolamento assumevano automaticamente il grado di ufficiale. Sovietici e nazisti tennero anche marce militari insieme a Brest-Litovsk e a Leopoli. Entrambe le parti si macchiarono di numerosi crimini ed atrocità nei territori che si spartirono grazie al patto Molotov-von Ribbentrop: dalla parte dei nazisti vi fu la politica di "germanizzazione", che comportò anche il sequestro di un numero tra 50.000 e 200.000 bambini polacchi per essere "germanizzati", l'Intelligenzaktion, ossia il genocidio delle élite polacche, l'operazione Tannenberg e i fatti relativi all'Olocausto in Polonia, da parte dei sovietici le deportazioni dai Paesi baltici (vedi deportazioni sovietiche dalla Lituania, dall'Estonia e dalla Lettonia), dalla Bessarabia, il massacro di Katyn' e la deportazione di un numero tra 350.000 e 1.500.000 polacchi, di cui un numero tra 250.000 e 1.000.000 morì.
Per l'inizio del 1941, gli Stati tedesco e sovietico condividevano un confine che passava attraverso le odierne Lituania e Polonia. Subito dopo, le relazioni tedesco-sovietiche iniziarono a raffreddarsi e lo scontro tra lo Stato nazista e quello comunista sembrò sempre più inevitabile: esso si sarebbe poi concretizzato con l'inizio dell'operazione Barbarossa (22 giugno 1941).

### Rottura del patto
La Germania ruppe il patto due anni dopo che era stato stipulato, invadendo l'Unione Sovietica il 22 giugno 1941: come anticipato poc'anzi, quest'azione bellica venne chiamata "operazione Barbarossa". Nel giro di settimane, l'aggressione tedesca venne imitata da una ripresa delle ostilità da parte della Finlandia, il 26 giugno, che iniziava la cosiddetta guerra di continuazione contro l'Unione Sovietica: se il paese scandinavo aveva riscosso simpatie a livello mondiale per le operazioni militari dell'inverno 1939-40, la decisione finlandese di riprendere le ostilità contro Stalin al fianco di Hitler fu criticata dalle potenze occidentali che erano nel frattempo diventate alleate dell'URSS. La Germania nazista trovava nella Finlandia, retta da un governo democratico, un importante alleato per stabilizzare il fianco settentrionale del suo schieramento e minacciare anche da nord Leningrado.

## Conseguenze
- La conseguenza più immediata del patto fu senz'altro l'occupazione tedesca e sovietica della Polonia (che quanto alla circostanza aveva affrontato precedenti storici settecenteschi, vedi spartizione della Polonia). La divisione riguardava anche i Paesi baltici: questi ultimi, entrati alla fine nella sfera di potere sovietica, non riuscirono più a ritrovare la loro indipendenza neppure a conflitto terminato, dovendo invece attendere fino al 1991.
- Nonostante le previsioni di Hitler, il patto sigillò definitivamente la fine della politica dell'Appeasement: Hitler dovette rendersi conto che le potenze occidentali non erano più intenzionate ad assistere passivamente all'espansione del Terzo Reich. Dopo l'occupazione della Polonia, Regno Unito e Francia erano ormai in guerra contro la Germania per dare vita al conflitto che più tardi sarebbe stato chiamato seconda guerra mondiale. Si trattava di un confronto drammatico, ma di un evento dalla portata non ancora mondiale: per il momento le due potenze vicine all'Europa, gli USA e l'URSS, ne rimanevano fuori.[25] Era quella che Winston Churchill chiamò twilight war (guerra del crepuscolo).
- Stalin trasse profitto dal patto. Per lui veniva rimandata l'eventualità di ritrovarsi coinvolto in una guerra su due fronti contro il Giappone e la Germania. Ottenne una "pausa di respiro" di due anni per riorganizzare le strutture sovietiche in attesa del confronto militare con la Germania, cui non era ancora ben preparato.[26] Secondo lo storico Giuseppe Boffa, il colpo di mano politico dei sovietici aveva però un secondo fine: costruire le fondamenta di un'alleanza antinazista con Inghilterra e Francia, che fino a quel momento avevano reagito passivamente all'annessione al Terzo Reich della regione dei Sudeti e dell'Austria. Le due potenze, infatti, nonostante i tentativi di Stalin di creare un'alleanza contro la Germania, temevano ancora la possibile espansione del bolscevismo nel resto dell'Europa, e tale patto fece sì che gli Alleati si rendessero conto della minaccia nazista e fossero perciò costretti a entrare in guerra contro Hitler. Il tempo a disposizione per riorganizzare l'Armata Rossa fu comunque poco e, a causa della guerra con la Finlandia, non produsse i risultati sperati e il 22 giugno 1941 l'Unione Sovietica venne aggredita, subendo inizialmente una serie di pesanti disfatte. Inoltre l'innaturale accordo con il nemico ideologico nazista e la passiva adesione agli ordini di Stalin dei dirigenti sovietici e dei partiti comunisti europei diffuse incertezza e inquietudine tra i militanti.[27]
- Altri studiosi rilevano che Stalin considerava vantaggioso il conflitto tra Stati capitalisti, riportando in proposito quanto dichiarato dal capo dell'URSS durante un colloquio avuto il 7 settembre 1939 con Molotov, Ždanov e Dimitrov e annotato da quest'ultimo nel proprio diario: «È in corso una guerra tra due gruppi di Paesi capitalisti (poveri e ricchi per quanto riguarda le colonie, le materie prime, ecc.) per la spartizione del mondo, per il dominio del mondo! Non vediamo nulla di sbagliato nel fatto che combattano duramente e si indeboliscano a vicenda. Sarebbe bello se per mano della Germania la posizione dei Paesi capitalisti più ricchi (soprattutto dell'Inghilterra) venisse scossa. Hitler, senza capirlo né volerlo, scuote e indebolisce il sistema capitalista»[28].
- Sempre a proposito dei vantaggi di cui godette Stalin, va aggiunto che la sua sfera di interessi, dopo il confronto militare con la Germania, non sarebbe più stata messa seriamente in discussione (eccezion fatta per la Finlandia). Quindi, i Paesi baltici e la parte orientale dello Stato polacco sarebbero stati inglobati nell'Unione Sovietica.[29] La Romania vedrà divisa una regione molto importante per la sua storia come la Moldavia in due entità territoriali sotto due stati diversi (quello orientale diventerà infatti sovietico). Questo darà inizio anche ad un progressivo allontanamento culturale tra le popolazioni delle due zone, dove la parte orientale della Moldavia, all'est del fiume Prut, viene sottoposta ad una continua e lunga russificazione.
- Dal punto di vista di Hitler, l'accordo fu un successo: grazie alla sicurezza acquisita sulle frontiere orientali, la Germania evitò momentaneamente una disastrosa guerra su due fronti e poté schierare la massa delle sue forze all'ovest, guadagnando un predominio decisivo in Europa. Ottenuti questi risultati, Hitler, pur avendo ceduto temporaneamente ai sovietici importanti posizioni strategiche, poté nel giugno 1941 riversare all'est tutto il peso della Wehrmacht, divenuta ora molto più potente ed esperta del 1939, con il sostegno politico-economico di gran parte dell'Europa, assoggettata o alleata con il Terzo Reich.[30]
- Il Partito Comunista d'Italia, costretto alla clandestinità dal regime fascista, non dovette giustificare all'opinione pubblica il suo sostegno al patto e all'interno del partito il dibattito sul tema fu molto limitato. Viceversa, il Partito Comunista Francese, che era un partito legale della Terza Repubblica, allo scoppio della guerra fu dichiarato nemico pubblico dal primo ministro radical-socialista Édouard Daladier e attraversò una delle più profonde crisi della sua storia[31].